# Varde Station
Varde Station er en jernbanestation i byen Varde i Vestjylland.
Stationen ligger på Den vestjyske længdebane

## Historie
Varde Station blev indviet 3. oktober 1874 samtidig med jernbanestrækningen Esbjerg-Varde. 8. august 1875 blev banen forlænget mod nord til Ringkøbing Station.
15. marts 1903 blev forbindelsen til Nørre Nebel ad Varde-Nørre Nebel Jernbane (nu Vestbanen) indviet. Mod vest blev Varde-Grindsted Jernbane indviet 13. april 1919. Den blev nedlagt igen 31. marts 1972. Hele stationen har været betjent af Arriva, siden DSB stoppede i 2004, og DSB-Kiosken lukkede som følge i 2007. Arriva lukkede billetsalget og nedlagde venteværelset i 2016. I dag købes billetter i en automat på stationen. Man kan kun vente i venteskure udenfor på perronen, da Arriva gav afkald på bygningen, der i dag er ubenyttet, i december 2016.

## Layout
Der er 9 spor på stationen, 4 perronspor og 5 arbejds-/sidespor. Arriva har en remise og togvask på den nordlige side af stationen, ud mod Sig.
Den vestjyske længdebane er den dominerende bane, som råder over: Spor 1, spor 2 og spor 3. Og den lille tillægsbane Vestbanen, som går mod Janderup, Oksbøl og Nørre Nebel, råder over spor 0 og sidesporet 6, som er der fra banen betjenes i sendags og aftentimer. Hvor at banen “låner” spor 3 og spor 4 til transport i dagtimerne mellem kl. 7:00 og 16:00.